# Molpa
Molpa est une antique cité grecque qui se trouvait en Campanie, à environ 1 km du cap de Palinuro, sur la colline entre les deux rivières Lambro et Mingardo. Ce lieu est compris dans le parc national du Cilento et du Val de Diano, inscrit au patrimoine mondial de l'UNESCO depuis 1997.

## Étymologie
Le nom Molpa proviendrait de la mythologie grecque: selon Lycophron, Apollonios de Rhodes et d'autres poètes grecs, Molpé est le nom d'une sirène, fille d'Achéloos et de la muse Melpomène. Par Molpé, aussi appelée la gracieuse, les Grecs désignaient la rivière Lambro et par extension la zone entourant son embouchure, où se trouvaient les habitations.
Selon Giovanni Alessio et Marcello Maria De Giovanni, toponymistes Italiens, le nom Molpa dériverait du radical prélatin melp (avec la variante melf), à la signification incertaine (selon certaines hypothèses il signifierait « colline » ou au contraire « concavité du sol », « gouffre », ou encore « boue »). Cette racine verbale est très fréquente dans la toponymie méridionale si l'on remonte aux origines des noms d'autres villes, telles que Amalfi, Melfi et Molfetta, anciennement Melphium. D'autres villes de l'Italie du centre et du Nord pourraient avoir les mêmes origines, telle que la ville Lombarde Melzo (anciennement Melphum ou Melpum) et le fleuve du Latium Melfa, ce qui laisse penser que cette racine fut commune aux langues des Œnotres, Étrusques et Ligures.

## Origine
Selon Diodore de Sicile, Molpa fut fondée aux environs de 540 av. J.-C. par les Ioniens provenant de Phocée, qui avaient déjà fondé la cité voisine de Élée quelques années auparavant.
Les découvertes précédant la date de fondation de Molpa montrent que cette zone et le cap de Palinuro étaient déjà largement habités avant l'arrivée des premiers Grecs, probablement par les Étrusques. Sur la colline où se trouvait Molpa, de nombreux trous circulaires et rectangulaires ont été trouvés. Ils servaient probablement de points d'ancrage pour les fondations des habitations en bois. En outre, des restes de poteries en argile séchées au soleil et des ustensiles en obsidienne mis au jour, laissent penser que Molpa fut une station de commerce avec les îles Éoliennes d'où provenait beaucoup de matériel.
Des restes humains et d'animaux ont été retrouvés dans les grottes sous la colline ainsi que des armes de silex, qui montrent que la zone était déjà habitée depuis le Quaternaire. Les objets les plus importants retrouvés à ce jour ont été:
- dans la Grotta Visco, les fouilles de 1939 ont révélé la présence d'armes de style moustérien;
- les parois de la Grotta delle Ossa sont incrustées d'os humains et d'animaux.

## Molpa à l'époque de la Grèce antique
Durant la période grecque, Molpa ainsi que Palinuro qui, à l'époque, n'était qu'un petit village situé sur le (it) cap éponyme non loin de la  nécropole située à Timpa della Guardia, constituaient la polis de Pal-Mol, comme en témoigne une pièce de monnaie en argent retrouvée par les archéologues qui représente un sanglier en fuite et qui présente d'un côté l'inscription PAL (Palinuro) et de l'autre MOL (Molpa).
La colonie dépendait probablement administrativement de la riche et puissante Sybaris. En effet, les fouilles de la colonie grecque ont mis au jour les restes des fortifications, de l'acropole ainsi que d'autres constructions et de nombreux objets (principalement des poteries, des outils et des pièces de monnaie), qui montrent que la ville connut une période de splendeur et de prospérité économique.
La polis de Pal-Mol a duré 30 ans: en 510 av. J.-C. la colonie fut mystérieusement abandonnée, peut-être à cause d'une terrible épidémie.

## Molpa à l'époque romaine
Molpa est refondée à l'époque romaine pour raisons défensives: elle est munie de stations d'observations pour aviser les autorités de l'approche des navires Carthaginois.
La zone fut aussi choisie comme lieu de résidence estivale par plusieurs familles patriciennes et, selon la légende, fut aussi demeure de l'empereur Maximien, qui choisit d'habiter dans ces terres pour la beauté des lieux et la bonté des vins locaux, après son abdication en 305.
Il est également dit que, en 420, Molpa aurait donné naissance à l'empereur Libius Severus (bien que les références officielles indiquent qu'il serait né à Buxentum).

## Molpa au Moyen Âge et déclin de la ville
Au Moyen Âge commença la décadence de Molpa. La ville fut d'abord prise par les Ostrogoths puis, au cours de la guerre des Goths, fut détruite en 547 par Bélisaire, général byzantin. Les survivants se réfugièrent dans divers monastères des alentours, contribuant à la fondation d'autres villages encore existants tel que celui de Centola.
Molpa fut refondée au XIe siècle par les Normands, qui reconstruiront la cité sur la colline. En 1113 Molpa subit sa première invasion par les pirates Sarrasins. La ville fut donc fortifiée par les Normands avec de robustes fortifications tel que le Castello della Molpa (château de Molpa), une énorme tour en pierre dont les restes sont encore visibles aujourd'hui.
Au cours du XIIe siècle, on édifia l'église de San Giuliano, de laquelle il reste encore des ruines. On pense qu'il s'agit d'une église byzantine, de base carrée avec l'abside à trois pans, probablement édifiée par les moines basiliens, qui furent chassés au début du VIIIe siècle de l'Épire par la virulence des luttes iconoclastes, et qui trouvèrent refuge dans le Cilento, accueillis par les Lombards. Les restes de deux autres églises à base triangulaire sont encore visibles: l'antique cathédrale de Policastro Bussentino et l'église de San Nicola de Donnis à Padula.
Les Normands administrèrent le territoire jusqu'en 1189. À partir de cette année et jusqu'en 1268, Molpa fut sous la juridiction des Suèves, à qui succédera la Maison capétienne d'Anjou-Sicile jusqu'en 1435. Les Angevins renforcèrent les fortifications qui formèrent, avec les châteaux de Palinuro et de San Severino une ceinture défensive qui se révéla d'une importance vitale dans la guerre contre les Aragons.
Malgré cela, les défenses ne résisteront pas aux invasions des Sarrasins, qui, à l'aube du 11 juin 1464, rasèrent la ville et firent esclaves la population (excepté ceux qui trouveront refuge dans les terres et en particulier à Centola et à Pisciotta) ce qui mit fin à l'habitation de Molpa.

## L'édification de la tour côtière
En 1554, le territoire de Molpa, ainsi que les terres de Palinuro et de Pisciotta, furent achetées pour 17 000 ducats par le noble espagnol Don Sancio Martinez de Leyna, capitaine général de la flotte des galères du royaume de Naples, qui édifia des tours côtières pour offrir une protection à la population et aux marins.
La tour de Molpa, ou de Marinella, est située à l'embouchure de la rivière Lambro en position légèrement surélevée par rapport au niveau de la mer. L’emplacement de la tour avait pour but d’empêcher les pirates Sarrasins de débarquer, l'approvisionnement en eau potable et l'utilisation des cours d'eau tels que le Lambro et le Mingardo pour les attaques dans l’arrière-pays du Cilento. Le problème des pirates se faisait particulièrement sentir à cette époque, car ils furent responsables de nombreuses attaques sur le territoire (après l'attaque de 1464 qui détruisit la cité même de Molpa, ainsi que celle de 1532 qui fut l'œuvre de Ariadeno Barbarossa et celle de 1552 menée par les Corsaires de Dragut).
Déjà en 1546 Pirro Antonio Licterio, officier de la maison royale de Sommaria, avait soutenu l'importance de la construction sur le territoire de Pisciotta et de Molpa de tours défensives, qui auraient garanti une plus grande sécurité face aux assauts sarrasins et constitué la renaissance de la cité:

« Si l'on n'édifiait pas une bonne défense comme le serait une tour bien forte... avec comme but de pouvoir repousser les plus viles attaques dans ce port et résister aux assauts, en quelque temps les terres telles que la cité de Molpa seraient de la plus petite des utilités et de désidérabilité »

De Leyna ayant besoin de fonds pour les frais d'usines, de garde et d'armements, exigea au vice-roi espagnol une contribution aux frais engendrés. En outre, De Leyna demanda la concession des droits d'ancrage, d'attache et de passage pour tous les navires, ce qui implique le paiement d'une somme pour les bateaux ancrés au port (droits d'ancrage), le paiement pour l'attache des barques aux pieux plantés sur la rive (droit d'amarrage) et le paiement en proportion des voiles pour l'entrée des voiliers au port (droit de passage).
La requête de De Leyna fut rejetée et en 1578 le fief de Molpa et Palinuro, avec la terre de Pisciotta, furent vendus pour 30 000 ducats à Don Camillo Pignatelli, vice-roi de Sicile.
En 1583 la propriété fut vendue par les Pignatelli à Ettore Maderno di Monteleone, qui la vendra à son tour en 1602 à Aurelia della Marra, femme de Cesare Pappacoda. La famille des Pappacoda, devenus entretemps marquis, possédèrent le fief de Pisciotta, Molpa et Palinuro jusqu'en 1806.
À la suite d'un manque d'investissements, la tour de Molpa, construite seulement en partie, fut abandonnée et aujourd'hui seuls quelques restes de la base carrée subsistent encore. La cité de Molpa ne fut jamais refondée.